# Daniel Domscheit-Berg
Daniel Domscheit Berg (Alemania, 1978), más conocido por el seudónimo Daniel Schmitt, es un activista informático alemán.

## Actividad
Es conocido por su papel, hasta septiembre de 2010, como portavoz de la organización WikiLeaks en Alemania. Es el autor de Inside WikiLeaks: My Time with Julian Assange at the World's Most Dangerous Website, en el que cuenta sus desavenencias con el liderazgo de Assange.
Después de dejar WikiLeaks, anunció sus planes en enero de 2011 para abrir un nuevo sitio web de filtraciones anónimas en línea llamado OpenLeaks. En el evento de agosto de 2011 del Chaos Computer Club (CCC), él anunció el lanzamiento preliminar y exhortó a hackers a probar la seguridad del sistema OpenLeaks, por lo cual el CCC lo criticó por explotar el buen nombre del club para promover su proyecto de OpenLeaks y fue expulsado de este, a pesar de su falta de membresía. Esta decisión fue revocada en febrero de 2012.